# یتری توتبریدزه
یتری توتبریدزه ( روسی: Этери Георгиевна Тутберидзе؛ انگلیسی: Eteri Georgievna Tutberidze؛  زادهٔ ۲۴ فوریهٔ ۱۹۷۴) مربی اسکیت نمایشی ارمنی‌تبار اهل روسیه است.

## زندگی‌نامه
وی در ۲۴ فوریه ۱۹۷۴ در مسکو به دنیا آمد .

## مربی‌گری

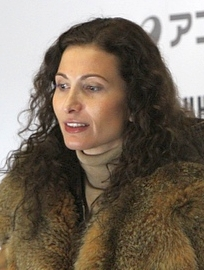
Tutberidze at the Junior Grand Prix Final in December 2010

### بزرگسالان
| اسکیت‌باز                                                               | کشور    | تیم مربی کرده                    | دستاوردها تحت نظارت توتبریدزه |
| ---------------------------------------------------------------------- | ------- | -------------------------------- | --- |
| Nika Egadze                                                            | گرجستان | ۲۰۱۵–اکنون                       | - مدال‌آور برنز 2017 European Youth Olympic Festival - قهرمان 2021 CS Cup of Austria |
| Maiia Khromykh                                                         | روسیه   | ۲۰۱۸–اکنون                       | - قهرمان 2021 CS Warsaw Cup - مدال‌آور نقره 2021 Gran Premio d'Italia - مدال‌آور برنز 2021 Rostelecom Cup - مقام ۵ام 2021 Russian Senior Championships - مقام ۴ام 2020 World Junior Championships |
| آلنا کوستورنایا                                                        | روسیه   | ۲۰۱۷–ژوئیه ۲۰۲۰ فوریه ۲۰۲۱–اکنون | - قهرمان 2020 European - قهرمان 2019 Grand Prix Final - مدال‌آور نقره 2020 Russian - دو مرتبه مدال‌آور برنز روسیه (۲۰۱۸، ۲۰۱۹) - قهرمان 2018 Junior Grand Prix Final - مدال‌آور نقره 2018 Junior World - دو مرتبه مدال‌آور نقره نوجوانان روسیه (۲۰۱۸، 2019)                                                   |
| Morisi Kvitelashvili                                                   | گرجستان |                                  | - مدال‌آور برنز 2020 European - قهرمان2021 Rostelecom Cup - دو مرتبه مدال‌آور برنز جام روس‌تله‌کوم (2018، ۲۰۲۰) - المپیک‌های 2018 و 2022 |
| یوگنیا مدودوا                                                          | روسیه   | ۲۰۰۸–مه ۲۰۱۸ سپتامبر ۲۰۲۰–اکنون  | - مدال‌آور نقره بازی‌های المپیک زمستانی ۲۰۱۸ - دو مرتبه قهرمان جهان (۲۰۱۶، ۲۰۱۷) - دو مرتبه قهرمان اروپا (۲۰۱۶، ۲۰۱۷) - Two-time Grand Prix Final قهرمان (۲۰۱۵، ۲۰۱۶) - دو مرتبه قهرمان روسیه (۲۰۱۶، ۲۰۱۷) - قهرمان 2015 World Junior - قهرمان 2015 Junior Grand Prix Final - قهرمان 2015 Russian junior    |
| Anna Shcherbakova                                                      | روسیه   | ۲۰۱۳–اکنون                       | - قهرمان 2022 Olympic - قهرمان 2021 World - سه مرتبه قهرمان روسیه (۲۰۱۹، ۲۰۲۰، ۲۰۲۱) - مدال‌آور برنز روسیه ۲۰۲۲ - دو مرتبه مدال‌آور نقره اروپا (۲۰۲۰، ۲۰۲۲) - مدال‌آور نقره 2019 Grand Prix Final - مدال‌آور نقره 2019 Junior World - مدال‌آور برنز 2019 Russian junior                                        |
| اوگنیا تاراسووا / ولادیمیر مورازوف (در همکاری همراه با ماکسیم ترانکوف) | روسیه   | آوریل ۲۰۲۱– اکنون                | - مدال‌آوران نقره 2022 European - قهرمان‌های 2021 Skate America - مدال‌آوران نقره 2021 NHK Trophy - مدال‌آوران برنز 2022 Russian - مدال‌آوران نقره بازی‌های المپیک زمستانی ۲۰۲۲ |
| Alexandra Trusova                                                      | روسیه   | ۲۰۱۶–مه ۲۰۲۰ مه ۲۰۲۱–اکنون       | - مدال‌آور نقره 2022 Olympic - دو مرتبه مدال‌آور برنز اروپا (۲۰۲۰، ۲۰۲۲) - مدال‌آور برنز 2019 Grand Prix Final - مدال‌آور نقره روسیه ۲۰۱۹ و ۲۰۲۲ - مدال‌آور برنز 2020 Russian - دو مرتبه قهرمان نوجوانان جهان (۲۰۱۸، ۲۰۱۹) - قهرمان 2017 Junior Grand Prix Final - دو مرتبه قهرمان نوجوانان روسیه (۲۰۱۸، 2019) |
| Daria Usacheva                                                         | روسیه   | ۲۰۱۶–اکنون                       | - مدال‌آور نقره 2021 Skate America - مدال‌آور نقره 2020 World Junior - مدال‌آور برنز 2019 Junior Grand Prix Final - مدال‌آور نقره 2020 Russian junior، - مقام ۴ام 2021 Russian Senior Championships |
| Kamila Valieva                                                         | روسیه   | ۲۰۱۸–اکنون                       | - قهرمان 2022 Winter Olympics - Team event - قهرمان 2022 European - قهرمان 2020 World Junior - قهرمان 2019 Junior Grand Prix Final - قهرمان 2022 Russian - قهرمان 2020 Russian junior - مدال‌آور نقره 2021 Russian senior                                                                                  |
| آلینا زاگیتوا                                                          | روسیه   | ۲۰۱۵–اکنون                       | - قهرمان 2018 Olympic - قهرمان 2019 World - قهرمان 2018 European - قهرمان 2017 Grand Prix Final - قهرمان 2018 Russian - قهرمان 2017 Junior World - قهرمان 2016 Junior Grand Prix Final - قهرمان 2017 Russian junior                                                                                       |

### نوجوانان
- Sofia Akatieva  → قهرمان 2021 Russian junior، مدال‌آور نقره 2020 Russian junior، قهرمان 2021 Cup of Russia Final junior، قهرمان 2021 JGP Poland، قهرمان 2021 JGP Russia.
- آدلی‌یا پطروسیان  → مدال‌آور نقره 2021 Russian junior، مدال‌آور برنز 2021 Cup of Russia Final junior، مدال‌آور برنز 2021 JGP Slovakia، قهرمان 2021 JGP Slovenia .
- Egor Rukhin  (تا فوریه ۲۰۲۰, در ۲۰۲۱ پس از JGP series دوباره ملحق‌شذ) → مقام ۴ام در 2019 JGP France.[۱۱]
- Daniil Samsonov  → مدال‌آور برنز 2019 Junior Grand Prix Final، قهرمان نوجوانان روسیه ۲۰۱۹ و 2020، مدال‌آور برنز 2019 JGP Latvia، قهرمان 2019 JGP Poland .[۱۲]